# Vzhodnokaribski dolar
Vzhodnokaribski dolar (koda valute XCD; šifra valute 951) je valuta osmih držav Organizacije vzhodnokaribskih držav, ki je bila ustanovljena leta 1965.
Od leta 1976 temelji na ameriškem dolarju v razmerju USD 1= XCD 2.7000. Nadalje se deli na 100 centov.
Države, ki uporabljajo valuto kot uradno državno, so:
- Antigva in Barbuda
- Dominika
- Grenada
- Sveti Krištof in Nevis
- Sveta Lucija
- Sveti Vincencij in Grenadine
- britanska prekomorska teritorija  Angvila in  Montserrat.

V uporabi so kovanci za: 5, 10 in 25 centov ter 1 dolar ter bankovci za 2, 5, 10, 20, 50 in 100 dolarjev.

## Trenutni menjalni tečaji
AUD | 
CAD | 
EUR | 
GBP | 
INR | 
NZD |
SIT |
USD